# Il gioko
Il gioko è un film per la televisione di Lamberto Bava, realizzato nel 1989 per Reteitalia. È uno dei quattro film della serie "Alta Tensione", insieme a L'uomo che non voleva morire, Il maestro del terrore, Testimone oculare.

## Trama
Diana Berti è una giovane insegnante che comincia a lavorare in una scuola prestigiosa, cercando di superare un trauma subito da piccola, ma nella scuola cominciano ad accadere alcuni strani episodi e Diana scopre che l'insegnante della quale lei ha preso il posto è morta misteriosamente. Inoltre da un compito in classe assegnato dalla precedente insegnante, legge che una sua alunna parla dell'esistenza di un misterioso "gioko", che descrive come qualcosa di spaventoso e segreto, e la stessa ex insegnante, nella nota conclusiva, ribadiva che questo "gioko" poteva essere qualcosa di molto pericoloso. I suoi alunni mettono un velo sulla questione, ma Diana è certa che le nascondano qualcosa, una specie di segreto comune, "il gioko", appunto. La donna comincia ad indagare per scoprire cosa sia effettivamente questo "gioko".

## Produzione

### Location
- Il film è stato girato a Villa Roncioni, sita in frazione Pugnano di San Giuliano Terme e a Tirrenia.

## Curiosità
- Come tutti film TV della serie "Alta Tensione", prodotta da Reteitalia per le reti Fininvest, non venne mai trasmesso in TV all'epoca della produzione a causa della violenza di alcune scene. Il film rimase quindi inedito per ben 10 anni, fino a quando passò per la prima volta su Italia 1 il 12 luglio 1999[1], mentre nel 2007 tutta la serie venne trasmessa dal canale satellitare Zone Fantasy.
- Ferzan Özpetek è accreditato come aiuto regista.